# كونغرس
الكونغرس هو اجتماع رسمي لممثلين من دول أو دول تأسيسية أو منظمات مستقلة (مثل نقابات العمال)، أو مجموعات مختلفة.
واختير هذا المصطلح من كونغرس الولايات المتحدة للتأكيد على حالة كل ولاية ممثلة على أنها ممثلة كوحدة ذات حكم ذاتي. وبعد استخدام الهيئة التشريعية الأمريكية لمصطلح الكونغرس، استخدمت العديد من الدول المصطلح داخل النقابات كما استخدمته دول قومية أحادية في الأمريكتين، للإشارة إلى الهيئات التشريعية الخاصة بها. وثبت مع مرور الوقت أن العلاقات داخل الكونغرس كانت مثيرة للجدل في أي دولة، وهناك مثال واضح على ذلك معروف في السنوات الأخيرة بين رئيس الولايات المتحدة باراك أوباما ورئيس مجلس النواب جون بوينر.

## الكونغرس السياسي

### مؤتمرات عقدتها الدول
كانت المؤتمرات التالية اجتماعات رسمية تضم ممثلين عن دول مختلفة:
- مؤتمر برلين (1878)
- مؤتمر جيزنو (1000)
- مؤتمر بنما، لقاء تم في 1826 ونظمه سيمون بوليفر.
- مؤتمر توكومان (1816)
- مؤتمر فيينا (1815)
- مؤتمر مجلس أوروبا.

### مجالس النواب داخل الدول
الدول التي بها مجالس نواب والنظم الرئاسية:
[مجلس نواب جواتيمالا (باللغة الإسبانية: Congreso de la República) وهو المجلس التشريعي الأحادي في جواتيمالا.
- مجلس نواب هندوراس (باللغة الإسبانية: Congreso nacional) وهو الفرع التشريعي لحكومة هندوراس.
- برلمان المكسيك وهو الفرع التشريعي للحكومة المكسيكية.
- برلمان باراغواي هو السلطة التشريعية المكونة من مجلسين في باراغواي.
- مجلس الشعب الألباني هو المجلس التشريعي في ألبانيا.
- المجلس الوطني في كوسوفو هو المجلس التشريعي في كوسوفو.
- مجلس الشعب الأرجنتيني (باللغة الإسبانية: Congreso de la Nación Argentina) وهو الفرع التشريعي للحكومة الأرجنتينية.
- مجلس نواب جمهورية الدومينيكان المجلس التشريعي المكون من مجلسين في جمهورية الدومينيكان.
- المجلس الوطني في بالاو (باللغة البالاوية: Olbiil era Kelulau) وهو مجلس تشريعي مكون من مجلسين في جمهورية بالاو.
- مجلس نواب ولايات ميكرونيزيا الموحدة وهو المجلس التشريعي الأحادي في ولايات ميكرونيزيا الموحدة].
- مجلس النواب الفلبيني (باللغة الفلبيني]: Kongreso ng Pilipinas) وهو الفرع التشريعي للحكومة الفلبينية.
- مجلس نواب البيرو|مجلس نواب جمهورية البيرو (باللغة الإسبانية: Congreso de la República) وهو المجلس التشريعي الأحادي في البيرو.
- الكونغرس الأمريكي هو فرع تشريعي مكون من مجلسين لـالحكومة الفيدرالية بالولايات المتحدة.
- المجلس الوطني في بوليفيا هو المجلس الوطني التشريعي في بوليفيا.
- المجلس الوطني في البرازيل ((بالبرتغالية: Congresso Nacional‏)) وهو المجلس التشريعي في البرازيل.
- المجلس الوطني في شيلي (باللغة الإسبانية: Congreso Nacional) وهو الفرع التشريعي لحكومة شيلي.
- المجلس الوطني في الإكوادور هو المجلس التشريعي الأحادي في الإكوادور.

[مجلس النواب في موريتانيا

### مؤتمرات الجمعيات
- مؤتمر ومعرض المؤتمر الدولي واتفاقية الرابطة (ICCA)

### المؤتمرات التاريخية
- المؤتمر القاري (1774-1781) كان محفلاً لوفود من المستعمرات الثلاثة عشرة التي أصبحت الهيئة الرئاسية للولايات المتحدة خلال الثورة الأميركية.
- كونغرس الاتحاد (1781-1789) كان المجلس التشريعي في الولايات المتحدة بموجب مواد الفيدرالية.
- المجلس الوطني البلجيكي كان جمعية تشريعية مؤقتة في عام 1830 وهو الذي وضع دستور الدولة الجديدة.

### بلدان أخرى بهامجالس نواب
- في فرنسا، يوجد مجلس النواب الفرنسي (congrès) ويشير إلى جلسة مشتركة نادرة ورسمية لكل من مجلسي البرلمان للتصديق على تعديل الدستور أو الاستماع إلى خطاب يلقيه رئيس الجمهورية الفرنسية.
- مجلس النواب الإسباني (باللغة الإسبانية: Congreso de los Diputados), وهو مجلس النواب في المحاكم العامة، والفرع التشريعي الإسباني.
- المجلس التشريعي في جمهورية الصين الشعبية ويعرف في الإنجليزية باسم National People's Congress. ومع ذلك فإن نظام جمهورية الصين الشعبية ليس برلمانيًا.
- مجلس نواب الاتحاد السوفيتي كان الهيئة التشريعية والمؤسسة العليا الاسمية لسلطة الدولة في الاتحاد السوفيتي من عام 1989 إلى 1991.
  - مجلس النواب الروسي، هو مؤسسة روسية على غرار الاتحاد السوفيتي وأنشئ في 1990—1993.

### المنظمات والأحزاب السياسية
مصطلح الكونغرس موجود في أسماء الكثير من الأحزاب السياسية، خاصة من كانوا في المستعمرات البريطانية السابقة:
- غيانا
  - حزب الكونغرس الوطني الشعبي
- الهند
  - الكونغرس الوطني الهندي
  - حزب تريمانول كونغرس للهند كافة
  - كيرالا كونغرس
  - حزب الكونغرس الوطني
  - كونغرس تاميل مانيلا
  - حزب الكونغرس YSR
  - حزب الكونغرس BSR
  - حزب الكونغرس NR
- ليسوتو
  - حزب مؤتمر باسوتو
  - حزب مؤتمر ليسوتو من أجل الديمقراطية
  - حزب المؤتمر الوطني ليسوتو
- ملاوي
  - حزب مؤتمر مالاوي
- ماليزيا
  - حزب المؤتمر الهندي الماليزي
- ناميبيا
  - حزب المؤتمر الديمقراطي
- باكستان
  - حزب المؤتمر الثوري الشعبي الباكستاني
- السودان
  - حزب المؤتمر الوطني (السودان)
- فيجي
  - حزب المؤتمر الوطني (فيجي)
- جزر الكناري
  - حزب المؤتمر لجزر الكناري
- نيبال
- [حزب الكونغرس النيبالي
- سيراليون
- [حزب المؤتمر الشعبي للجميع
- جنوب أفريقيا
  - حزب المؤتمر الإفريقي
  - حزب المؤتمر الشعبي
  - حزب مؤتمر الوحدويين الإفريقيين
- سريلانكا
  - حزب مؤتمر تاميل لجميع أهل سريلانكا
  - حزب المؤتمر الإسلامي بسريلانكا
- سوازيلاند
  - حزب المؤتمر التحرري الوطني نجواني
- ترينيداد وتوباغو
  - حزب المؤتمر الوطني المتحد
- أوغندا
  - حزب المؤتمر الشعبي الأوغندي

### المؤتمرات الحزبية
لدى العديد من الأحزاب السياسية مؤتمر حزبي كل عدة سنوات قليلة لاتخاذ القرارات الخاصة بالحزب وانتخاب الهيئات الحاكمة. ويسمى ذلك في بعض الأحيان مؤتمرات سياسية.

### مؤتمرات سياسية متنوعة
- المؤتمر الوطني للهنود الحمر
- المؤتمر الوطني العراقي
- مؤتمر المساواة العرقية
- المؤتمر القاري 2.0

## مؤتمرات العمال
- مؤتمر المنظمات الصناعية
- مؤتمر نقابة العمال الفليبينية
- مؤتمر نقابات العمال

## مؤتمرات غير سياسية

### مؤتمر علمي
الكونغرس هو الاسم البديل للمؤتمر الأكاديمي الدولي أو الوطني الكبير.
على سبيل المثال المؤتمر الدولي حول صحة الرجل WCMH هو اجتماع سنوي حول القضايا الصحية للرجل.

### مؤتمر ألعاب القوى
منظمات بعض الألعاب الرياضية مثل البولينج، كان اسمها التاريخي «مؤتمرات». تكونت إجراءات مؤتمر البولينج بالولايات المتحدة في عام 1995، بينما تأسس مؤتمر البولينج الأمريكي للرجال فقط في عام 1895، وتأسس مؤتمر البولينج الدولي للنساء في عام 1927، واندمجا معًا في عام 1995 ليشكلا مؤتمر البولينج للولايات المتحدة (USBC).

### مؤتمر الشطرنج

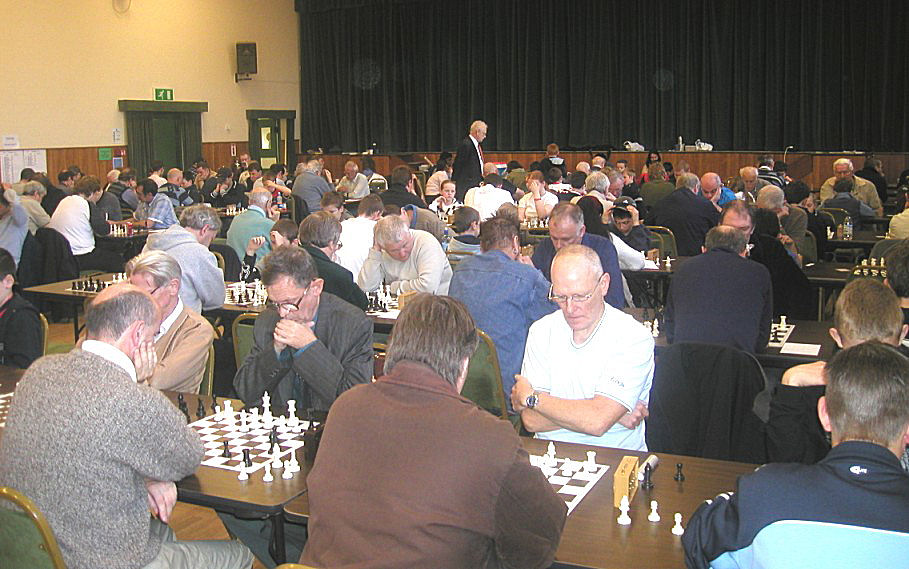
مؤتمر الشطرنج

يعرف مؤتمر الشطرنج بأنه بطولة الشطرنج المقامة في مدينة واحدة حيث يوجد عدد كبير من المتسابقين متجمعين للعب الشطرنج التنافسي خلال فترة محدودة من الزمن، عادة من يوم إلى أسبوع واحد.

## وصلات خارجية
- European affairs events
- International congress calendar